# Vikingarnas FK
Vikingarnas FK var en fotbollsklubb i Stockholm åren 1908-1910, ledd av Anton Johanson. Klubben spelade i Svenska serien.